# 金盾
金盾（きんじゅん、ジンドゥン、中国語: 金盾工程、拼音: Jīndùn Gōngchéng）は、中国本土（大陸地区）で実施されている包括的な情報管理システム構築プロジェクトであり、正式名称は全国公安工作信息化工程（全国公安業務情報化プロジェクト）である。

## 概要
1993年に、中国政府は金融などの情報化・電子政府化に向けて「金字工程」と称する国家戦略を立てた。これは別名を「12金工程」といい、金卡（電子貨幣）をはじめ、金橋（公用経済情報）、金関（対外貿易）、金財（財政管理）、金農（農業情報）、金税（税収）、金水（水利情報）、金質（質量監督）など12の分野にわたって「金」の字がつく情報化計画が立案されていた。
公安の情報化を目指す金盾もこのプロジェクトの一つで、当初は金融分野の情報化が優先されたため、国家公安部が金盾計画を決定したのは1998年9月22日、国務院が計画を批准したのは2001年4月25日であった。システム設計の第一期は1999年から始まっており、予定では2008年の第三期完了で完成することになっていた。
2003年9月には有害サイトブロック、人口のほとんどの個人情報の管理、個人のアクセス情報の監視などにおいて成功を収めており、同年暮れには稼働した。
計画では出入国管理、指紋データバンク、パターン認識（音声認識・映像・顔認識システムなど）、電子メールや電話の傍受、身分証明カード、光ファイバー網などを完成させ、国民や在中外国人の監視および情報収集の総合的なシステム構築を目指しており、この目標は社会信用システムや天網といった個別のプロジェクトに引き継がれたとみられる。
また、国外の情報も収集しており、その一つとしてカシュガルの施設では湾岸戦争時にサウジアラビアの軍事情報を傍受していたことが挙げられている。これらの施設が金盾のハードウェアである可能性もある。
金盾計画の一部にあたり、その中でも最も有名な部分であり、中国国内のインターネット利用者に対して、中国政府、特に中国共産党や政治家に不都合な情報にアクセスできないようにブロッキングとフィルタリングを行う大規模情報検閲システムは、ファイアウォールと"Great Wall" （万里の長城）をもじってグレート・ファイアウォール（防火長城、英語: Great Firewall）と呼ばれ、GFWとも略されている。